# Kommunikationssatellit

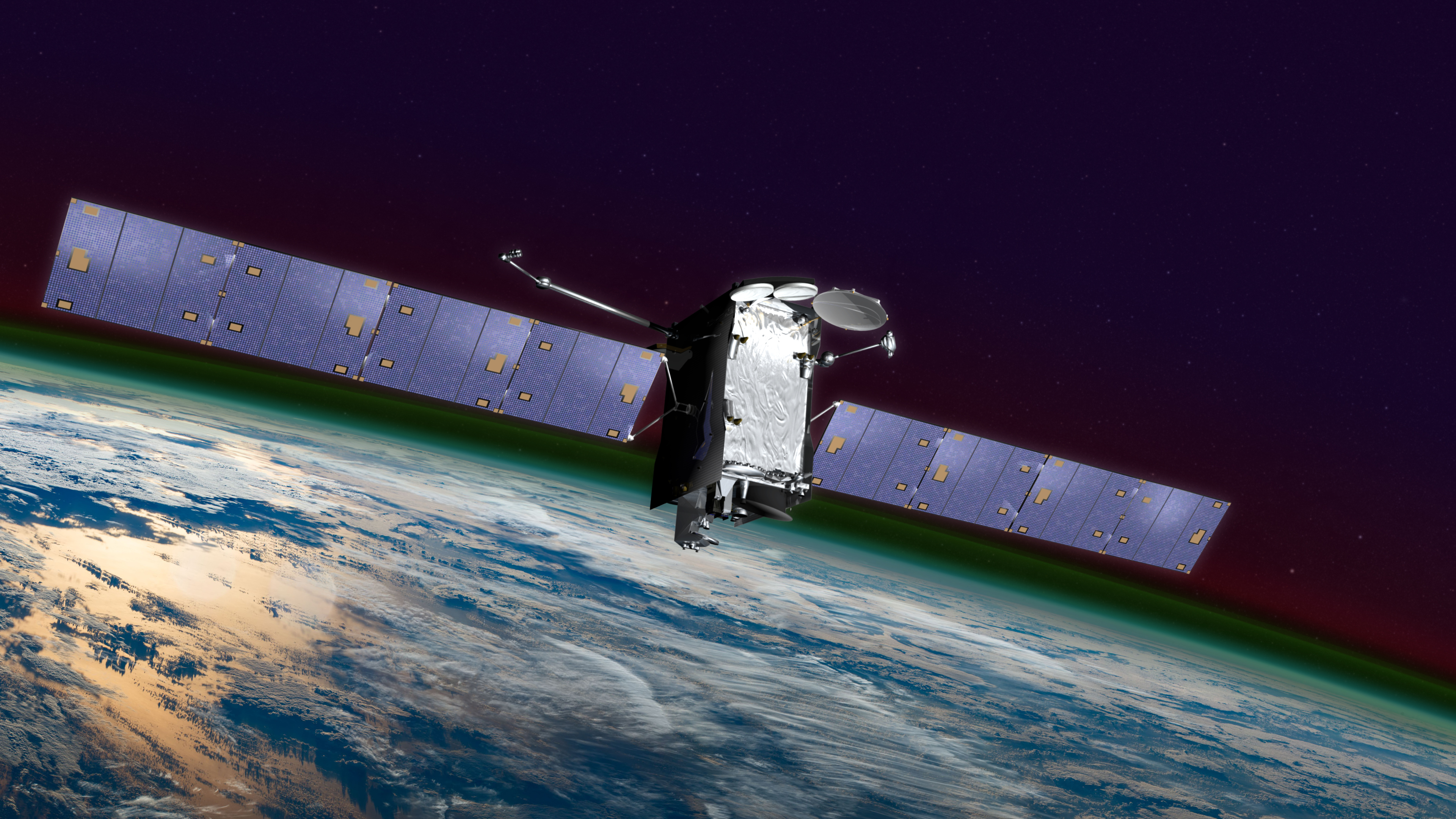
Künstlerische Darstellung von SES-14, einem klassischen Kommunikationssatelliten

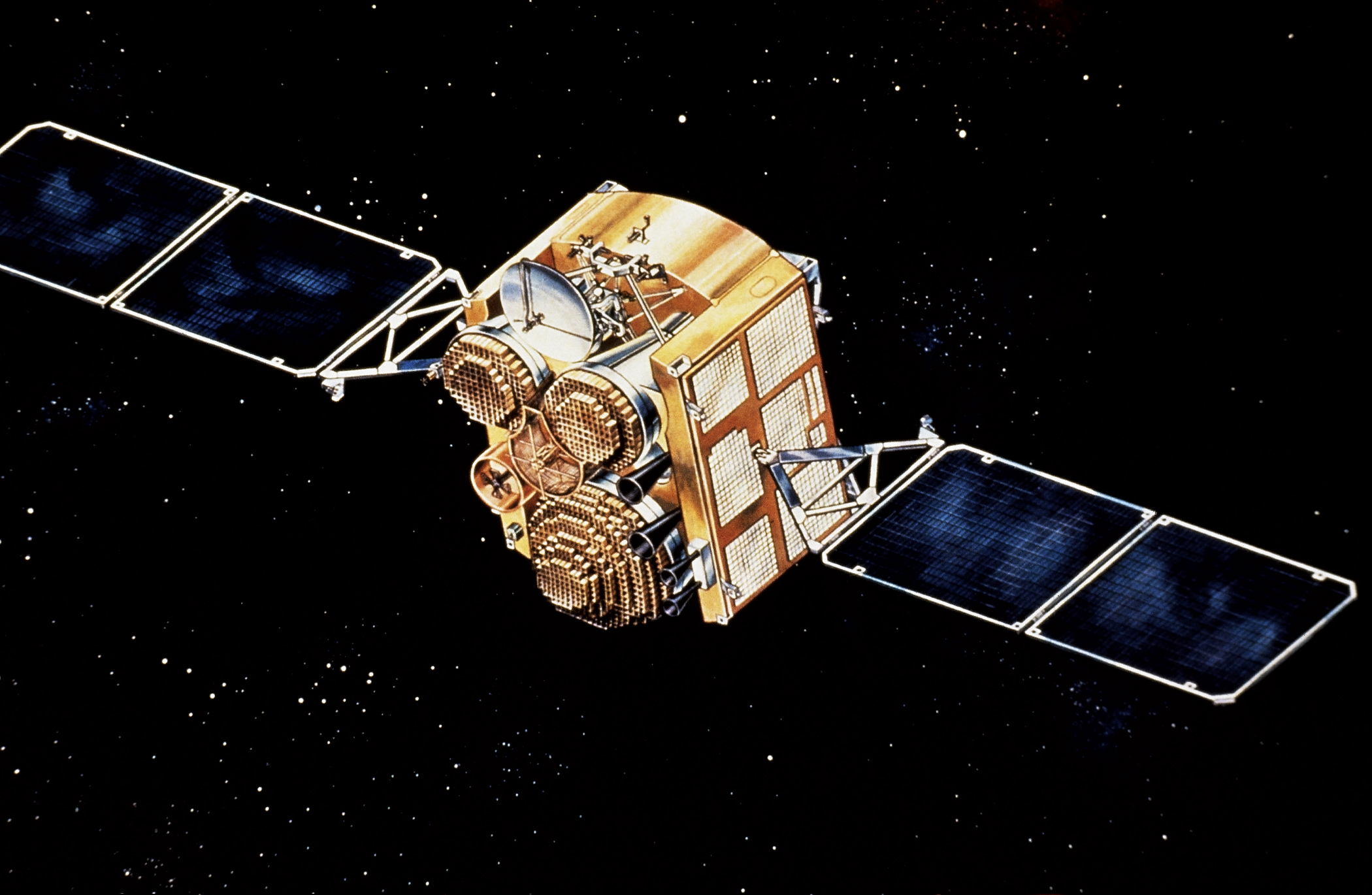
Militärischer Nachrichtensatellit des Defense Satellite Communications Systems

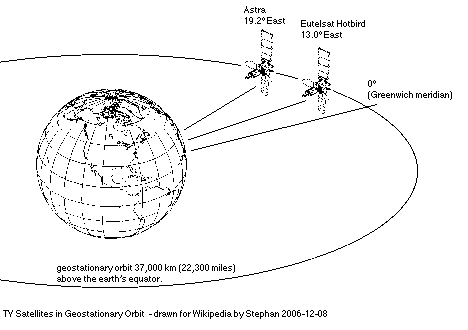
Wie Nachrichtensatelliten im GEO stehen (Die Solarzellpaddel zeigen immer in Nord-Süd-Richtung)

Kommunikationssatelliten (auch Nachrichten- oder Fernmeldesatelliten) sind unbemannte künstliche Satelliten, die die Erde umkreisen und Informations- bzw. Datenübertragung in bestimmten Gebieten der Erdoberfläche ermöglichen.
Am häufigsten sind Satelliten im erdnahen Orbit, welche vor allem zur Übertragung von Internetdiensten dienen. Ebenfalls weit verbreitet sind Satelliten in geostationären Bahnen, die Fernseh- und Rundfunkprogrammen dienen (siehe auch Fernsehsatellit). Weitere Anwendungen sind die Satellitenkommunikation, die digitale Datenübertragung oder großräumiger Fernsprechverkehr. Neben den meist von staatlichen und kommerziellen Trägern unterhaltenen Satelliten gibt es auch Amateurfunksatelliten.

## Allgemeines

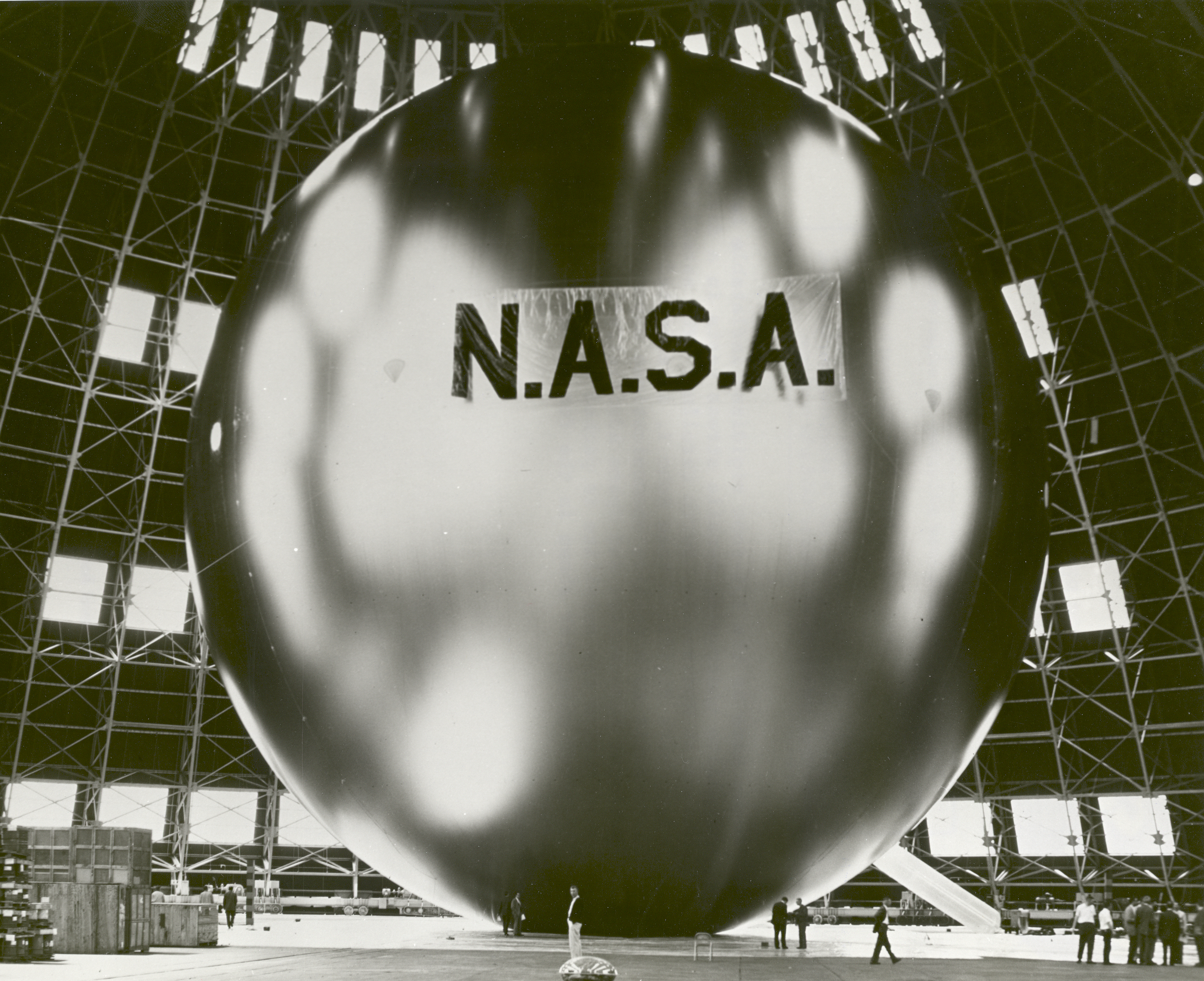
Passiver Nachrichtensatellit Echo 2 mit 41 Metern Durchmesser (siehe auch Echo 1)

Einige der ersten experimentellen Nachrichtensatelliten arbeiteten passiv, das heißt, es waren große metallisierte Ballons, die von starken Richtfunksendern angestrahlt wurden und die Funkwellen reflektierten. Spätere Generationen von Nachrichtensatelliten arbeiten aktiv: Transponder an Bord des Satelliten empfangen das Signal der Bodenstation und senden es über Richtantennen wieder zu einem bestimmten Bereich des Erdbodens zurück. Der geografische Bereich, in dem das Satellitensignal zu empfangen ist, wird Ausleuchtungszone genannt. Bei Nachrichtensatelliten mit schwachen Sendeeinrichtungen wird das Signal wieder von Erdfunkstellen empfangen und in das Fernmeldenetz eingespeist. Die Rundfunksendungen werden dann entweder terrestrisch übertragen oder ins Breitbandkabelnetz eingespeist. Erdfunkstellen für Kabelfernsehen nennen sich Kabelkopfstationen.
Moderne Nachrichtensatelliten besitzen Transponder, deren Sender so leistungsstark sind, dass sie vom Konsumenten direkt empfangen werden können. Für eine gute Signalqualität muss eine Quasi-Sichtverbindung zum Satelliten bestehen. Eine Signaldämpfung durch Wände, Häuser oder starken Regen erschwert den Empfang bis zur Unmöglichkeit.
Manche Nachrichtensatelliten haben zusätzliche Funktionen. Sie können z. B. Korrektursignale für die Satellitennavigation übertragen.

Die Nachrichtensatelliten umkreisen die Erde auf Kreis- bzw. Ellipsenbahnen. Die häufigste Art von Nachrichtensatelliten sind Satelliten, welche die Erde auf einer erdnahen Umlaufbahn umkreisen. Eine wichtige Rolle spielen auch geostationäre Satelliten, die von der Erde aus gesehen immer über demselben Ort stehen. Mit drei um jeweils 120° gedrehten Satelliten lässt sich so jeder Ort, bis auf die Polgebiete, auf der Erde erreichen. Für die Polgebiete nutzt man Satelliten auf erdnahen oder auch Molnija-Orbits mit hoher Bahnneigung gegenüber dem Äquator. 

## Geschichte
Der erste Nachrichtensatellit war SCORE und wurde am 18. Dezember 1958 in den USA gestartet. Er konnte Nachrichten direkt ohne Verzögerung weitergeben oder nahm beim Überfliegen einer Bodenstation eine Nachricht auf Band auf und spielte sie über einer anderen Bodenstation wieder ab. SCORE funktionierte jedoch nur 13 Tage.
Das Fehlen eines Rückkanales war jedoch für normale Nachrichtenübertragungen (Telefon etc.) nicht tragbar. Außerdem war die Betriebszeit zu gering. Deshalb wurde am 12. August 1960 der erste passive Nachrichtensatellit Echo 1 gestartet. Er war ein Ballon mit einer Reflektierenden Metalloberfläche. Echo 1 reflektierte die Signale, die eine Bodenstation zu ihm sendete, zu einer anderen weiter, während diese ihn gleichzeitig dazu benutzen konnte, auf einer anderen Frequenz ein Signal zur ersten Bodenstation reflektieren zu lassen.
Als man allerdings später erkannte, dass nur unter Verwendung von aktiven Satelliten eine effektive Informationsübertragung möglich ist, musste weiter in diese Technologie investiert werden. Am 10. Juli 1962 wurde schließlich der erste Fernsehsatellit, mit dem Namen Telstar in den Weltraum geschickt. Dieser ermöglichte bereits eine Fernsehübertragung zwischen Japan, den USA und Europa.
Am 14. Februar 1963 wurde Syncom 1 als erster Nachrichtensatellit in eine geostationäre Umlaufbahn geschickt. Da er allerdings seinen Dienst verweigerte, wurde er am 26. Juli 1963 durch Syncom 2 ersetzt. Er war der erste so genannte Synchronsatellit für den terrestrischen Fernsprechverkehr und Telekommunikation.
Der erste kommerziell genutzte geostationäre Nachrichtensatellit war Intelsat I, auch genannt „Early Bird“. Dieser startete am 6. April 1965 von Cape Kennedy aus in den Weltraum.
Europa begann erst etwa in der Mitte der 1970er Jahre mit dem Start von Nachrichtensatelliten.
Die ersten beiden hießen Symphonie 1 und Symphonie 2 und wurden am 19. Dezember 1974 bzw. am 27. August 1975 gestartet. Sie entstanden aus einer Zusammenarbeit zwischen Frankreich und Deutschland.
Im Jahr 2009 sollte mit dem Start des Mars Telecommunications Orbiter zum ersten Mal auch ein Nachrichtensatellit auf den Weg zu einem anderen Planeten geschickt werden. Dort sollte er durch die Erhöhung der Übertragungskapazität zwischen den Marssonden und der Erde die Erforschung des Mars unterstützen. Im Juli 2005 wurde aber die Mission von der NASA aus Budgetgründen gestrichen.
Ende 2019 begann SpaceX, Satelliten für die Starlink-Konstellation in erdnahe Orbits zu starten. Ende 2021 betrieb das Unternehmen 1644 einsatzfähige Satelliten und ist damit der größte Betreiber von Kommunikationssatelliten.